# 孫習忍
孫習忍（1961年8月23日—），男性，中華民國外交官，妻子彭蘭梅。畢業於國立臺灣大學政治學系學士，曾任北美事務協調委員會科長、外交部北美司科長、外交部長辦公室助理、駐馬來西亞臺北經濟文化辦事處一等秘書、外交部機要事務辦公室一等秘書回部辦事、北美事務協調委員會副秘書長、駐紐約臺北經濟文化辦事處副總領事銜副處長、駐聖露西亞大使館參事／公使、外交部外交及國際事務學院公使回部辦事、外交部長辦公室主任、國家安全會議秘書長辦公室主任、駐巴林臺北貿易辦事處大使銜代表等職務。
| 外交職務      | 外交職務                                | 外交職務      |
| ------------- | --------------------------------------- | ------------- |
| 前任： 陳天爵 | 中華民國駐巴林代表 2019年1月－2023年8月 | 繼任： 陳龍錦 |